# Hernando de Aguirre
Hernando de Aguirre (Talavera de la Reina, España 1528 - La Serena?, Chile 1605 o 1609) fue Corregidor de La Serena y teniente de gobernador del Tucumán.

## Biografía
Sus padres fueron Francisco de Aguirre y María de Torres y Meneses. Nació en Talavera de la Reina en 1528. En 1534 acompañó a su padre en el paso al Nuevo Mundo con sólo seis años. También estuvo junto a él cuando este fue al Perú y luego hizo campaña en Alto Perú, desde donde bajó a Atacama para unirse a las tropas de Pedro de Valdivia en 1540.
Hizo la expedición a Chile y fue vecino de La Serena desde 1552, cuando Francisco de Aguirre lo nombra lugarteniente el 6 de noviembre de 1552. Representó a su padre ante el cabildo de Santiago ante los alegatos que este planteó por la sucesión del Gobierno de Chile.

## Cargos públicos
Fue Corregidor de La Serena y Justicia Mayor por primera vez en 1553, siendo posteriormente destituido luego que entró a Santiago acompañado por soldados arcabuceros con mechas encendidas para requerir reconocimiento de su padre como principal autoridad del reino de Chile.
También tuvo el cargo de teniente de gobernador del Tucumán en 1565, volvió a ocupar el cargo de corregidor de La Serena en los años 1578, 1582 y 1599.
Fue procurador del Cabildo de Santiago ante el Concilio de Lima 1573 y sucesor en 2° vida de las encomiendas de su padre.

## Piratas
Como Corregidor le correspondió formar y encabezar la tropa que rechazó al pirata Francis Drake en la bahía de Guayacán(Herradura) el 19 de diciembre de 1578. (Véase "Anexo:Expediciones a Chile hostiles a España durante la colonia")

## Familia
En 1567 contrajo matrimonio en Chuquisaca con  Agustina de Matienzo, de esta unión nacerían seis hijas; Inés, María, Constanza, Jacoba, Ana y Bernarda.

## Fallecimiento
Hernando de Aguirre fallece en Chile, probablemente en La Serena, en 1605 o 1609.